# Новоросійськ

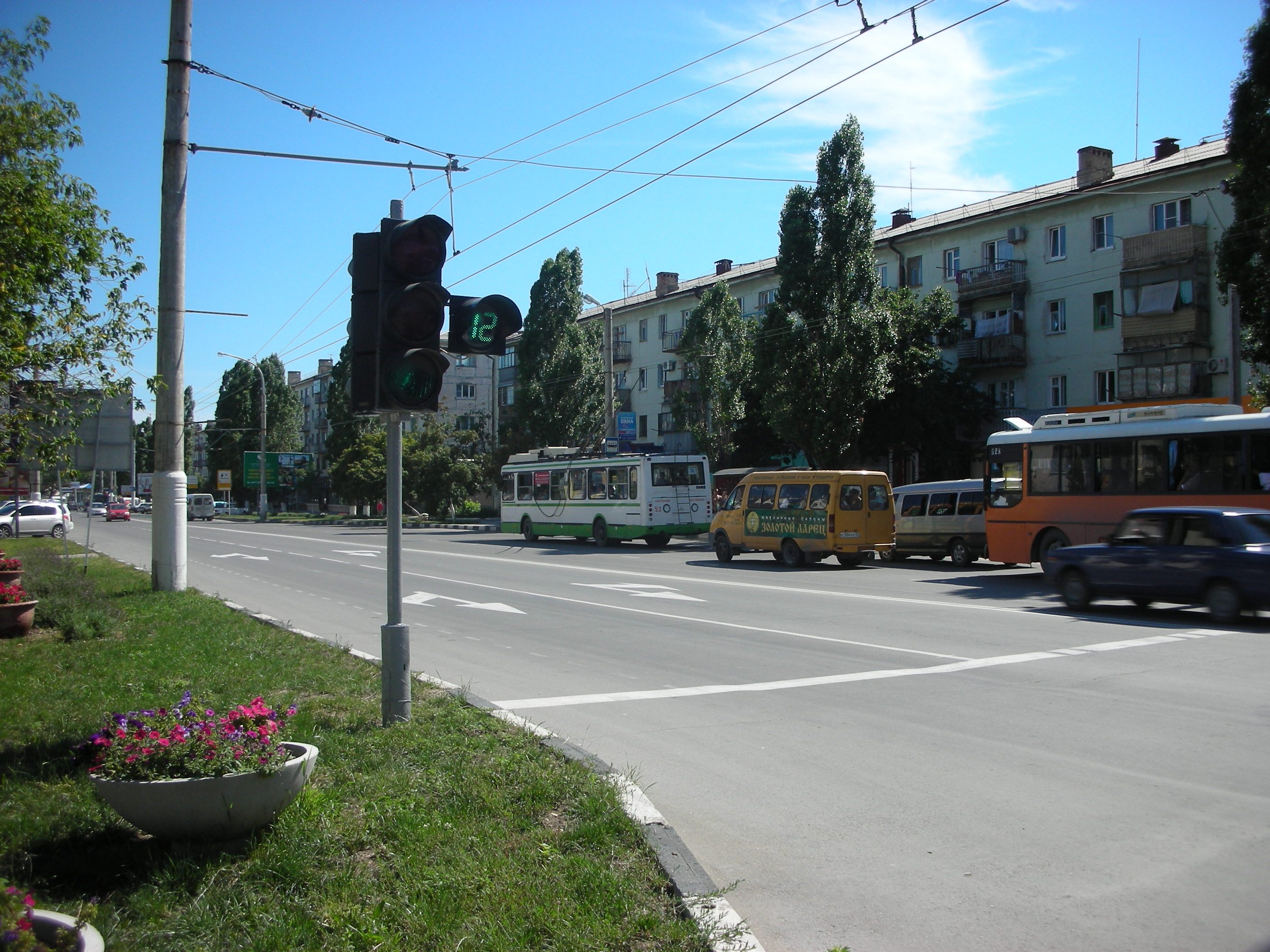
Проспект Леніна у Новоросійську

Новоросі́йськ (рос. Новороссийск) — місто на Півдні Росії, у Краснодарському краї. Засноване в 1838 році. Населення — 251 013 осіб (2013).
Новоросійськ - важливий транспортний центр. У місті розташована Військово-морська база Чорноморського флоту Російської Федерації та Новоросійський морський порт — найбільший порт Росії та Чорного моря, що має у своєму складі пасажирський, вантажний порти та нафтоналивну гавань. Вузол шосейних доріг та кінцевий пункт залізничної лінії від Краснодару.
Місто розташоване в Цемеській бухті, одній з найзручніших у Чорному морі, яка не замерзає взимку. Бухта 15 км завдовжки та 2 — 9 км завширшки, глибиною до 27 м, дозволяючи цим здійснювати вхід у порт кожному океанському судну. Бухта поділяє місто на східну (індустріальний район) і західну частини. На північному заході і південному заході місто оточене горами.

## Назва
Історична грецька назва міста - Бата. У 1930-ті роки українською місто називалося Новоросійське.

## Географія

### Рельєф
Місто амфітеатром витягнулося вздовж Цемеської бухти і оточено горами Північного Кавказу. У південно-західній частині місто обрамляють гори Навагирського хребта, прямуючого від Анапи. Найвищі точки Навагирського хребта на території Новоросійська — гора Сахарна голова (558 м) і гора Колдун (447 м). З північного боку місто притискає до моря Маркотхський гірський хребет, що прямує на південний-схід аж до Геленджика на 50 км. Найвища точка Маркотхського хребта на території Новоросійська — гора Лиса (543 м). Гори захищають місто від холодних повітряних мас, що йдуть з континенту. Через центр Новоросійська протікає вузька і неглибока річка Цемес. Вона тече через індустріальну частину міста. У південно-східній частини міста розташовано озеро Солоне, яке в народі називають лиманом. Воно примітно тим, що від моря його відокремлює вузька смуга Суджуцької коси. За 14 км від Новоросійська розташовано найбільше прісноводне озеро Краснодарського краю Абрау.

### Сейсмічна активність
Новоросійськ розташовується в сейсмо-небезпечній зоні. 1799—1981 в районі, де розташовано Новоросійськ, сталося близько 17 відчутних землетрусів.
- 1879 — Нижньокубанський землетрус силою в 7 балів
- 12 липня 1966 — в Новоросійську був зафіксовано сильні поштовхи тривалістю 3-4 секунди. Епіцентр землетрусу у районі Новоросійськ — Геленджик. Сила підземних поштовхів сягала 6 балів за шкалою Ріхтера. Руйнувань не було, лише в деяких будинках з'явилися тріщини, осіли перегородки.
- Вересень 1978 — Архипо-Осиповський землетрус силою в 7 балів. Великих руйнувань у Новоросійську не було.

Останній серйозний землетрус на території Новоросійська і всього Краснодарського краю був наприкінці 2002. Поштовхи силою до 5,5 балів почалися вночі. Багато новоросійців залишили свої будинки і залишок ночі провели на вулицях міста, боячись повторних поштовхів. У деяких будинках результаті землетрусу потріскалася штукатурка, у кількох старих будинках з'явилися тріщини. Вночі 6 жовтня 2007 в Новоросійську відчувалися поштовхи силою до 3,8 балів. Епіцентр землетрусу у Чорному морі за 35 км від міста Анапа.

### Клімат
Клімат у районі Новоросійська близький до середземноморського. Взимку тут панують повітряні маси помірних широт, влітку — тропічних. Щороку, найчастіше з листопада по березень, у районі Новоросійську дме шквальний вітер, який називають норд-ост або бора. Він виникає при вторгненні на Чорноморське узбережжі холодного повітря з північнокавказького плато. При цьому маси холодного повітря, перетинаючи гори, з міста виглядають гігантськими клубами цукрової вати. При виникнення норд-осту відбувається різке зниження температури повітря (за лічені години температура може понизиться на 10-15 градусів). Крім Новоросійська, таке явище спостерігається також на Средиземноморському узбережжі Франції, на Новій Землі, на Уралі, і навіть в Антарктиді. Протягом двох-трьох діб (до кількох тижнів) Новоросійська бухта стає несудоплавною. Швидкість вітру сягає 40-60 метрів на секунду, тому під час шторму судна змушені виходити у відкрите море. У XIX столітті тривалість норд-осту була близько трьох місяців, але зараз як правило, не довга.
- 1848 — від сильного вітру і морозу затонули три судна чорноморської ескадри з 57 моряками.
- 1997 — максимальна сила вітру сягала 52 м/с. Температура повітря опускалася до -16 °C. У місті було припинено заняття в навчальних закладах, не працював громадський транспорт, вітром виривало дерева, порвало лінії електропередач.[8]
- Грудень 2002 — в результаті шторму і сильного зледеніння в порту Новоросійська затонули два судна. Були скасовані заняття в школах. Температура опускалася до -15 °C.[9].

| Клімат Новоросійська (1936-1987) | Клімат Новоросійська (1936-1987) | Клімат Новоросійська (1936-1987) | Клімат Новоросійська (1936-1987) | Клімат Новоросійська (1936-1987) | Клімат Новоросійська (1936-1987) | Клімат Новоросійська (1936-1987) | Клімат Новоросійська (1936-1987) | Клімат Новоросійська (1936-1987) | Клімат Новоросійська (1936-1987) | Клімат Новоросійська (1936-1987) | Клімат Новоросійська (1936-1987) | Клімат Новоросійська (1936-1987) | Клімат Новоросійська (1936-1987) |
| Показник                         | Січ.                             | Лют.                             | Бер.                             | Квіт.                            | Трав.                            | Черв.                            | Лип.                             | Серп.                            | Вер.                             | Жовт.                            | Лист.                            | Груд.                            | Рік                              |
| Абсолютний максимум, °C          | 22,8                             | 21,0                             | 25,0                             | 28,0                             | 31,8                             | 38,0                             | 39,0                             | 36,1                             | 34,0                             | 30,0                             | 28,0                             | 25,0                             | 39,0                             |
| Середній максимум, °C            | 6,1                              | 6,5                              | 9,7                              | 15,0                             | 19,6                             | 24,1                             | 27,6                             | 27,7                             | 23,1                             | 17,2                             | 12,7                             | 8,8                              | 16,5                             |
| Середня температура, °C          | 2,9                              | 3,6                              | 6,3                              | 11,5                             | 16,2                             | 20,5                             | 23,8                             | 23,5                             | 18,9                             | 13,4                             | 9,4                              | 5,9                              | 13,0                             |
| Середній мінімум, °C             | −0,2                             | 0,5                              | 3,1                              | 8,2                              | 12,9                             | 16,9                             | 20,0                             | 19,7                             | 15,1                             | 9,8                              | 6,2                              | 2,8                              | 9,5                              |
| Абсолютний мінімум, °C           | −18                              | −17                              | −12,2                            | −5                               | −1,1                             | 2,0                              | 8,0                              | 10,0                             | 4,7                              | −2                               | −6,1                             | −13                              | −18                              |
| Норма опадів, мм                 | 125.6                            | 76.6                             | 104.7                            | 58.6                             | 41.5                             | 49.9                             | 38.5                             | 50.9                             | 35.9                             | 61.0                             | 61.4                             | 156.2                            | 860.2                            |
| Днів з опадами                   | 8,6                              | 6,9                              | 6,8                              | 6,3                              | 5,3                              | 5,0                              | 3,6                              | 3,2                              | 3,6                              | 5,0                              | 6,1                              | 9,4                              | 69,8                             |
| -------------------------------- | -------------------------------- | -------------------------------- | -------------------------------- | -------------------------------- | -------------------------------- | -------------------------------- | -------------------------------- | -------------------------------- | -------------------------------- | -------------------------------- | -------------------------------- | -------------------------------- | -------------------------------- |

Середня температура морської води коливається у Цемеській бухті взимку від +7°С до +12°С, влітку — від +20°С до +25°С. Влітку, особливо в серпні, на узбережжі, а також над акваторією бухти можливо виникнення гроз і смерчів.

## Історія

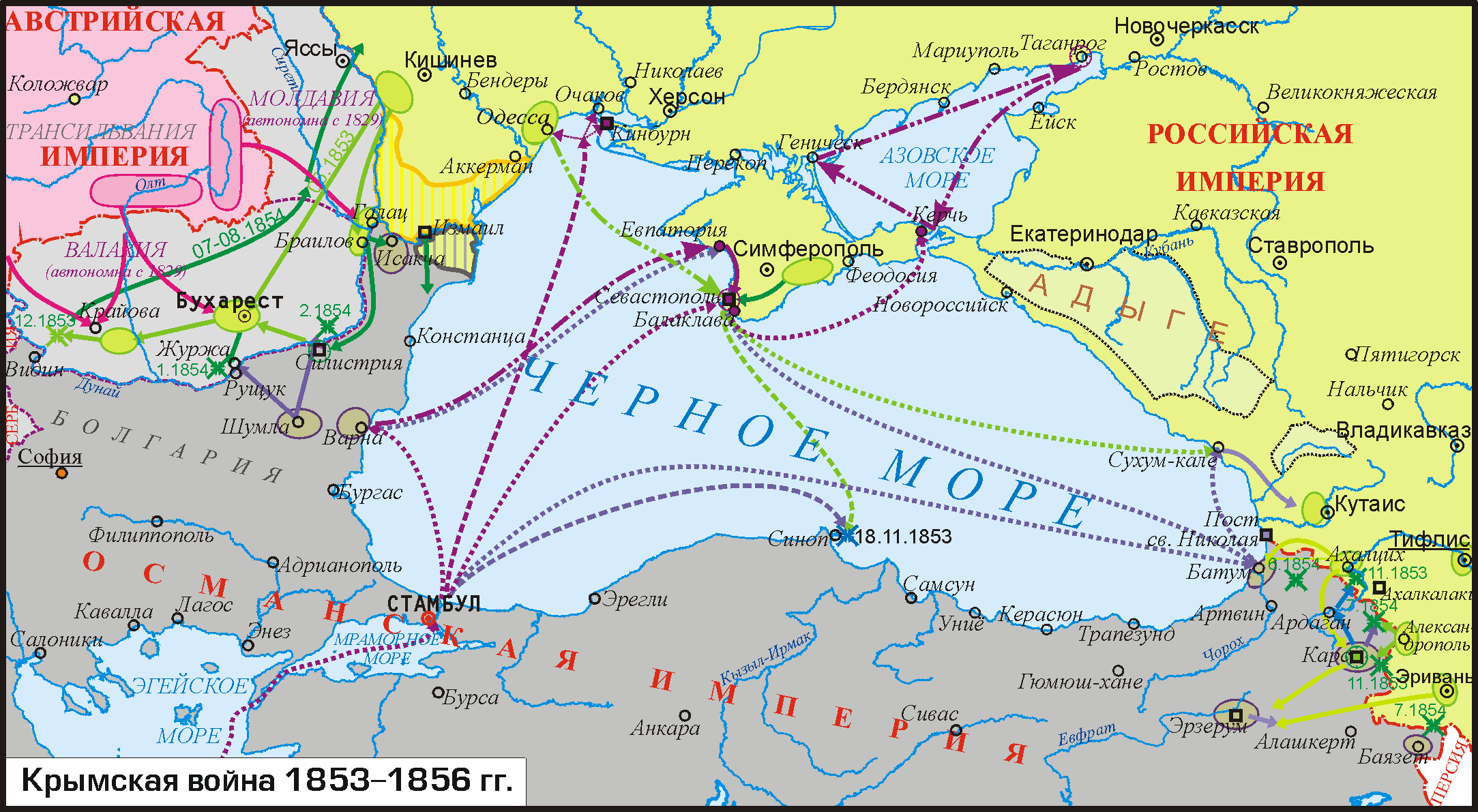
Новоросійськ під час Кримської війни світових держав проти Росії та Кавказької війни Росії проти черкесів

Вважається, що перші люди оселилися в околицях Новоросійська ще в епоху палеоліта. У V ст. до н. е. на місці сучасного Новоросійська виникло Бата — торговельне грецьке місто. У II ст. до н. е. воно було зруйноване кочівниками-аланами. У XIII в. Цемеська бухта належить Золотий Орді. У гирлі річки Цемес генуезцями побудована фортеця батареї. У 1453 році турки-османи взяли штурмом Константинополь, після чого Тамань і Цемеська бухта, околиці яких були населені адигами, перейшли в турецькі володіння. У 1829 році за Андріанопольським мирним договором територія Цемеської бухти перейшла від Туреччини до Росії. 12 вересня 1838 кораблі російської ескадри увійшли до Цемеської бухти, 5816 осіб під командуванням Раєвського і Лазарєва висадилися на руїни турецької фортеці. Цей день святкується тепер як День народження міста.
27 вересня 1866 Новоросійськ стає центром Чорноморського округу (Чорноморське узбережжя від Тамані до Грузії; до 1896). У місті тоді налічувалося 430 жителів. У 1882 році став до ладу перший цементний завод, в 1888 — до Новоросійська прийшов перший поїзд, в 1893 — поруч з Новоросійським елеватором стала до ладу перша в світі електростанція трифазного струму. З 1896 по 1920 роки Новоросійськ — центр Чорноморської губернії.

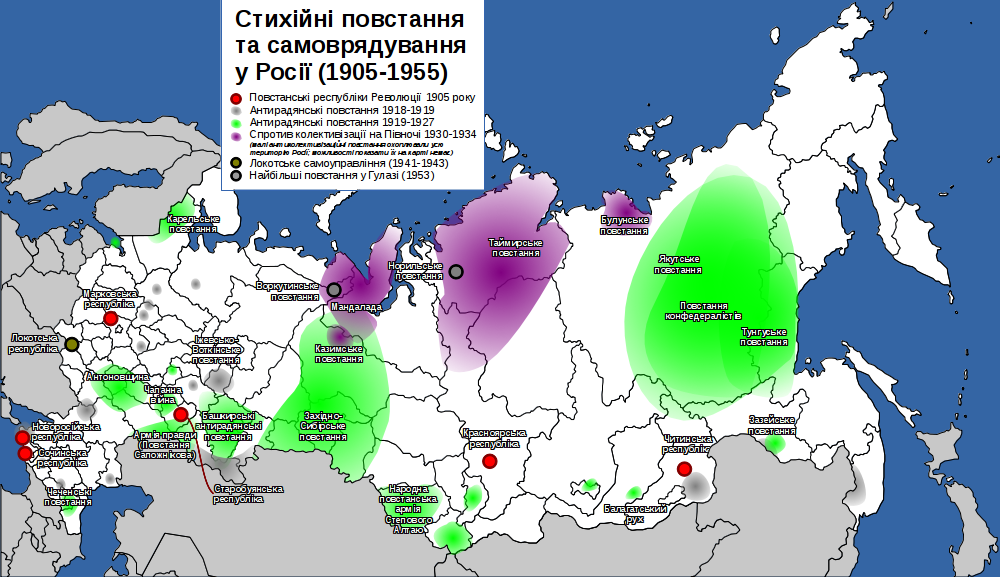
Новоросійська республіка на карті повстань у Росії

Під час першої російської революції 14 грудня 1905 Рада депутатів трудящих звертається до новоросійців з закликом до боротьби з царизмом. Почала своє існування Новоросійська республіка. 25 грудня загін під командуванням генерала Пржевальського прибув на станцію Тунельна, а в бухті віддав якір броненосець «Три святителі». Рада депутатів ухвалила рішення не чинити опір царській владі. У місті введено стан облоги, народні депутати засуджені до каторжних робіт, а 7 осіб до страти.
Після лютневої революції за проектами козацьких автономістів місто мало увійти до Південно-Східного (Доно-Кавказького) Союзу. 9 квітня (за іншими даними — 1 квітня) 1917 року в місті почала виходити українська газета «Чорноморська рада». 23-30 листопада 1917 у місті стається більшовицький переворот. Обрано Центральний виконавчий комітет Рад Чорноморської губернії, 1 грудня розпущена міська дума і встановлена радянська влада. 18-19 червня 1918 року за розпорядженням В. І. Леніна в Цемеської бухті був затоплений Чорноморський флот, який вийшов з Криму перед його зайняттям німецькими військами. 26 серпня місто переходить під контроль Добровольчої армії, воєнним губернатором призначений Олександр Кутепов. 12 березня 1920 білі частини почали посадку в пароплави для евакуації. Генерал Денікін на міноносці «Цесаревич Георгій» з порту Новоросійськ покинув Росію, 1 травня в Новоросійську не залишилося білогвардійців і пройшов першотравневий парад.
У квітні 1930 року запущено Новоросійську електростанцію потужністю 22 тисячі кіловат, в 1937 році з дна Цемеської бухти піднято затоплений у 1918-му Чорноморський флот, в 1940-м у місті офіційно ліквідовано неписьменність[джерело?].
Під час Німецько-російської війни 1941–1945 місто було зайняте військами вермахту (див. Новоросійська операція (1942)). У 1943 році, у ніч на 4 лютого, південніше Новоросійська, у район Мисхако висадився десант моряків чисельністю 274 людини, який захопив плацдарм (згодом «Мала земля»), який утримувався 225 днів, аж до зайняття міста радянськими військами. 16 вересня (див. Новоросійсько-Таманська операція) німецькі війська були вибиті з міста.
7 травня 1966 за стійкість, мужність і героїзм, проявлені захисниками Новоросійська в період Великої Вітчизняної війни, місто нагороджений орденом Вітчизняної війни 1-го ступеня. 14 вересня 1973 року в ознаменування 30-річчя розгрому військ вермахту під час захисту Північного Кавказу Новоросійську присвоєно почесне звання міста-героя з врученням ордена Леніна і медалі «Золота Зірка».

## Економіка
Новоросійськ — головний центр цементної промисловості на півдні Росії (4 цементних заводів), створений на базі великих родовищ високоякісних мергелів. У місті розташована штаб-квартира великого виробника цементу «Новоросцемент».
Розвинуте машинобудування (заводи: «Молот», «Красный двигатель», «Пищемаш», судноремонтні, радіозавод «Прибой» тощо). Є підприємства промисловості будівельних матеріалів (випускають шифер, залізобетонні вироби тощо.). Деревообробна (у тому числі меблева), харчова (борошномельно-елеваторний комбінат, молочний, пивоварний заводи, рибзавод тощо), сталеливарна (завод «Новоросметал») промисловість. Підприємства залізничного транспорту («Новоросійський вагоноремонтний завод»).
Новоросійський район є одним головних виноробних центрів Росії. Місцеві агрофірми виробляють столові і ігристі вина.

## Транспорт

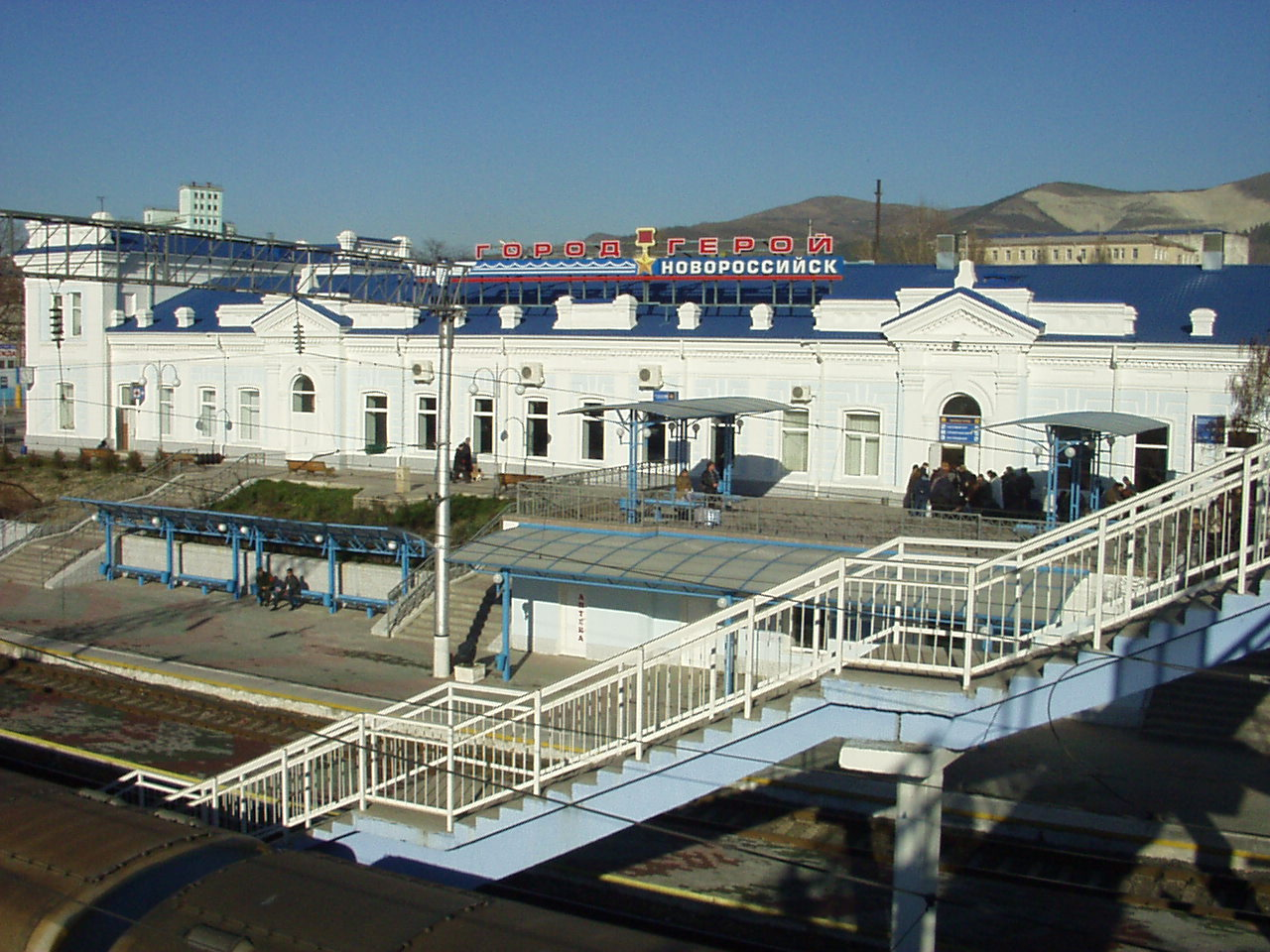
Залізничний вокзал

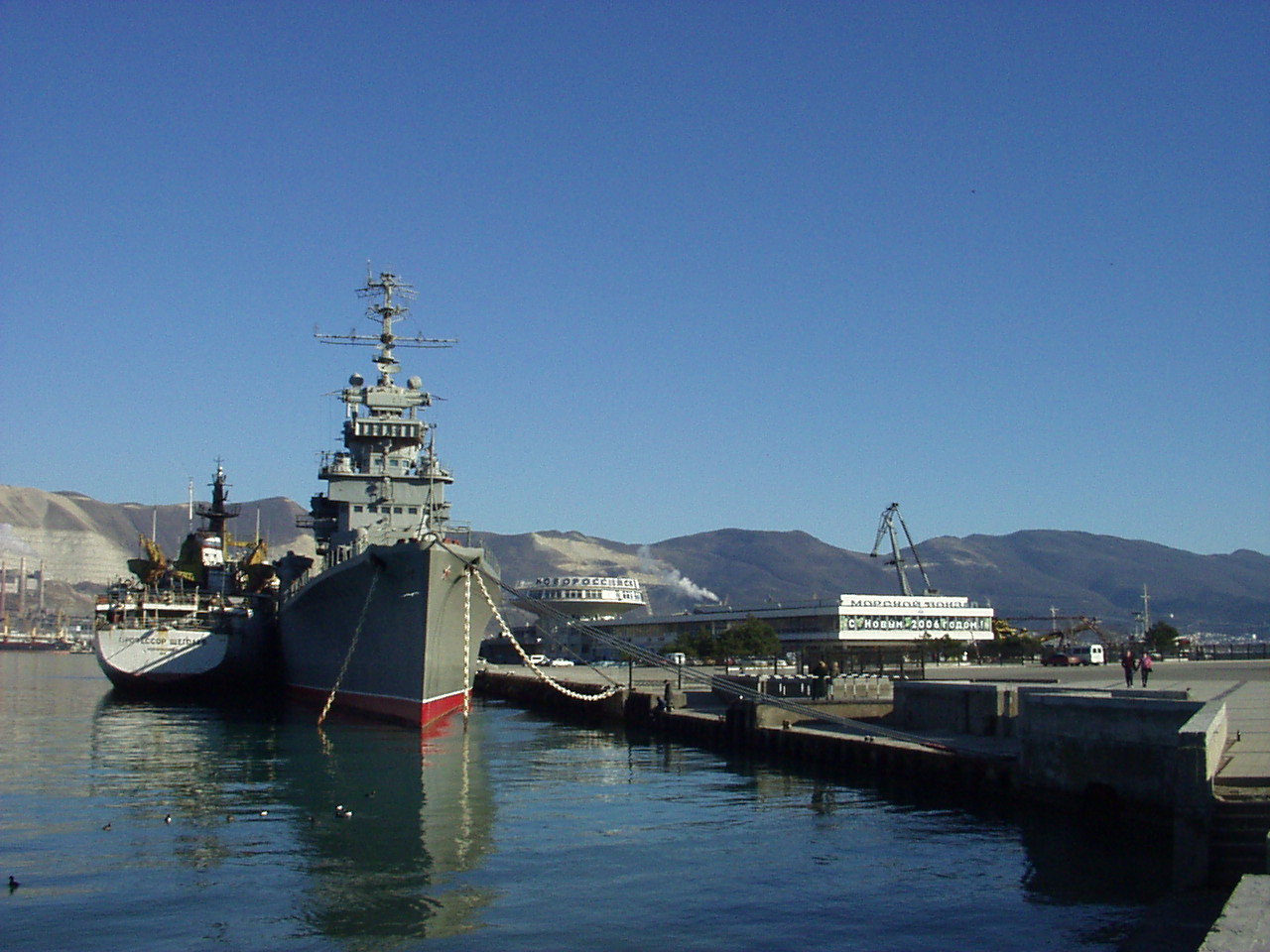
Морський вокзал Новоросійська

Новоросійськ — найбільший порт Росії. Місто розташовано на березі ніколи не замерзаючої Цемеської бухти — однієї з найзручніших на Чорному морі. Порт Новоросійська забезпечує морську зовнішньоторговельну діяльність Росії з регіонами Азії, Середнього Сходу, Африки, Середземномор'я і Південної Америки. Найбільша стивидорна компанія порту — ВАТ «Новоросійський морський торговий порт». У місті розташовано штаб-квартира Новоросійського морського пароплавства — одного з найбільших Росії. Є морський вокзал.
У Новоросійську — велика залізнична станція (кінцева на гілці від Кримської), яка забезпечує доставку і перевалку імпортних і експортних вантажів. Є залізничний вокзал. Пасажирські поїзда забезпечують сполучення з найбільшими містами Росії.
Провідний транспорт внутрішньоміського і приміського сполучення є тролейбуси, автобуси і маршрутне таксі. Міжміське автобусне сполучення здійснюється з новоросійського автовокзалу

### Міськийтранспорт

#### Тролейбус
Експлуатація новоросійської системи тролейбусного транспорту відкрита 1 квітня 1969 року. Станом на 31 липня 2008 року експлуатацію здійснює «рос. СП НоворосПассажирТранс», на балансі якого перебувало 92 тролейбуса. Є одне діюче депо (№ 1), одне будується.
Станом на грудень 2017 на балансі підприємства перебуває 43 тролейбуса, діє 7 тролейбусних маршрутів.

#### Автобус
Експлуатація новоросійської системи автобусного транспорту відкрита 31 березня 1920 року.
Станом на листопад 2007 року експлуатувалося 38 автобусних маршрутів.
Спеціально для обслуговування сочинських маршрутів напередодні Олімпійських ігор 2014 року були придбані в лізинг 355 автобусів моделей ЛіАЗ 5292, МАЗ 103, МАЗ 206, ПАЗ 3237 і ПАЗ-320412 «Вектор». Пізніше 98 машин з цієї партії були передані в Краснодар.
На балансі підприємства знаходяться пасажирські автобуси з низькою підлогою моделей ЛіАЗ 4292, МАЗ 206 і МАЗ 226, а також тролейбуси. Міські та приміські маршрути, які обслуговуються МУП «Муніципальний пасажирський транспорт Новоросійська», позначені літерою «М» (муніципальні).
Адреса підприємства: м. Новоросійськ, Анапське шосе, 60.

## Адміністративно-територіальний устрій
Територія МУ «місто-герой Новоросійськ» розділено на 5 внутрішньоміських районів:
- Центральний
- Південний
- Східний
- Приморський
- Новоросійський

Причому повністю на території міста знаходиться лише перші три райони. У Приморський внутріміський район крім міської частини входять території селищ Борисівка і Кирилівка. До Новоросійського внутріміського району входять сім сільських округів:
- Сільський округ Абрау-Дюрсо — с. Абрау-Дюрсо, с. Великі Хутори, x. Дюрсо, x. Лісництво, x. Камчатка
- Верхньобаканський сільський округ — с. Верхньобаканський і x. Гірський
- Гайдукський сільський округ — с. Гайдук і с. Володимирівка
- Глебовський сільський округ — с. Глебовське, с. Василівка, с. Північна Озереєвка, с. Південна Озереєвка
- Мисхакський сільський округ — с. Мисхако, урочище Широка балка, с. Федотовка
- Натухаєвський сільський округ — ст. Натухаєвська, x. Ленінський путь, x. Семігорський, x. Побєда
- Раєвський сільський округ — ст. Раєвська і x. Убих

## Військово-морська база і Новоросійський гарнізон

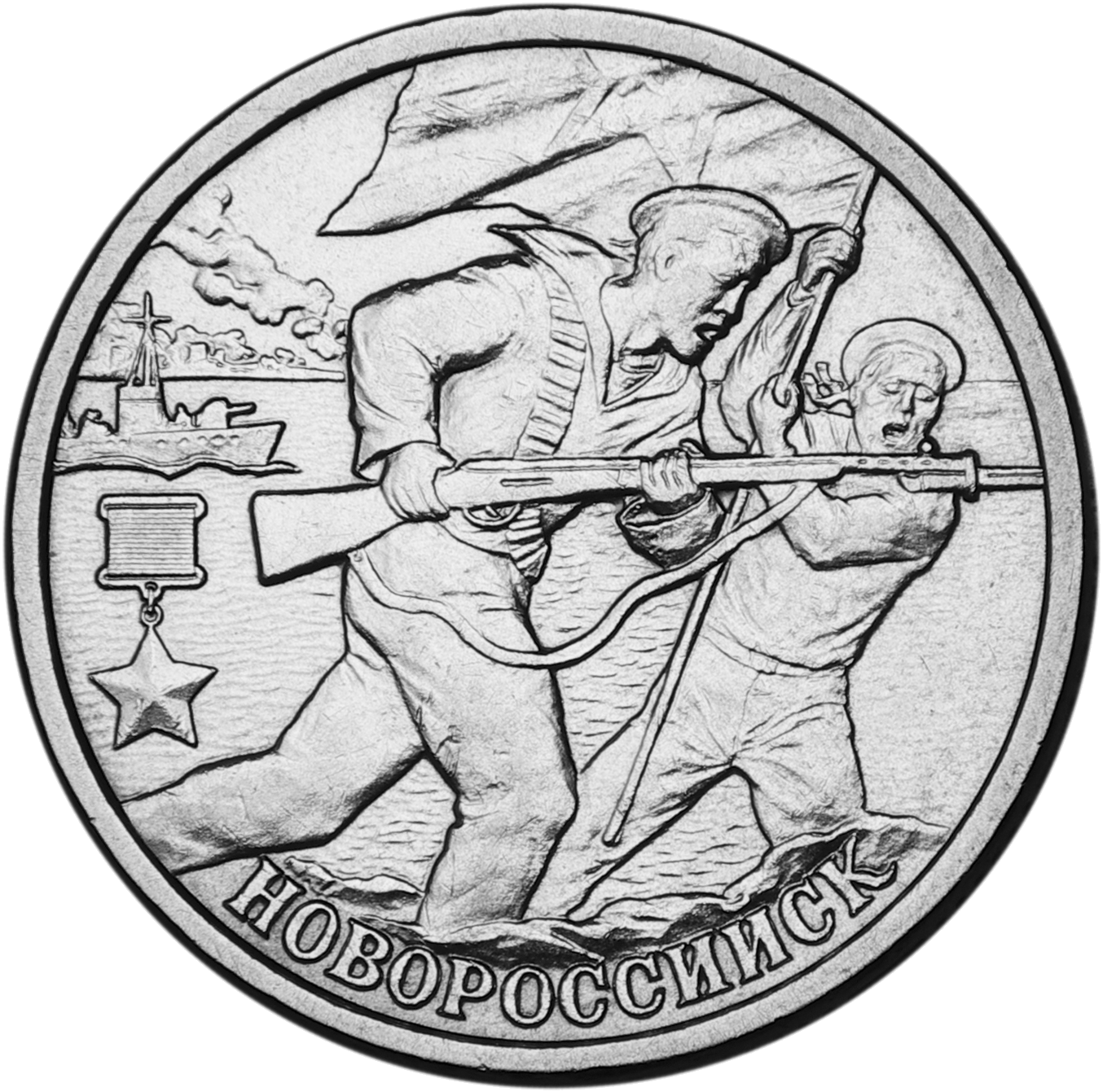
Дворубльова монета 2000 на честь Новоросійська.

Головнокомандуючий Воєнно-морським флотом Росії адмірал флоту Володимир Куроєдов повідомив у лютому 2005, що до 2017 в районі Новоросійська буде створено дві нові військово-морської бази Чорноморського флоту Росії.
До 2011 в Новоросійську буде побудовано пункт базування кораблів. На другому етапі буде побудовано другий пункт базування, для якого планується вибрати місце «трохи південніше».
Наразі у Новоросійській військово-морській базі розміщені: бригада охорони водного району, частини морської піхоти, частина авіації Чорноморського флоту. З 2007 у власність ВМФ увійшли причали колишнього ФГУП «Геопорт». Таким чином на сьогодення крім двох причалів Військово-морської бази під базування кораблів відведено додатково п'ять причалів ФГУП «Геопорт».
У місті розташовані військові частини:
- Новоросійський прикордонний загін 9881 (морські прикордонники) 2146 (ОПК Новоросійськ)
- 7-а гвардійська дивізія ПДВ Росії
- 108-ой полк ПДВ

## Галерея

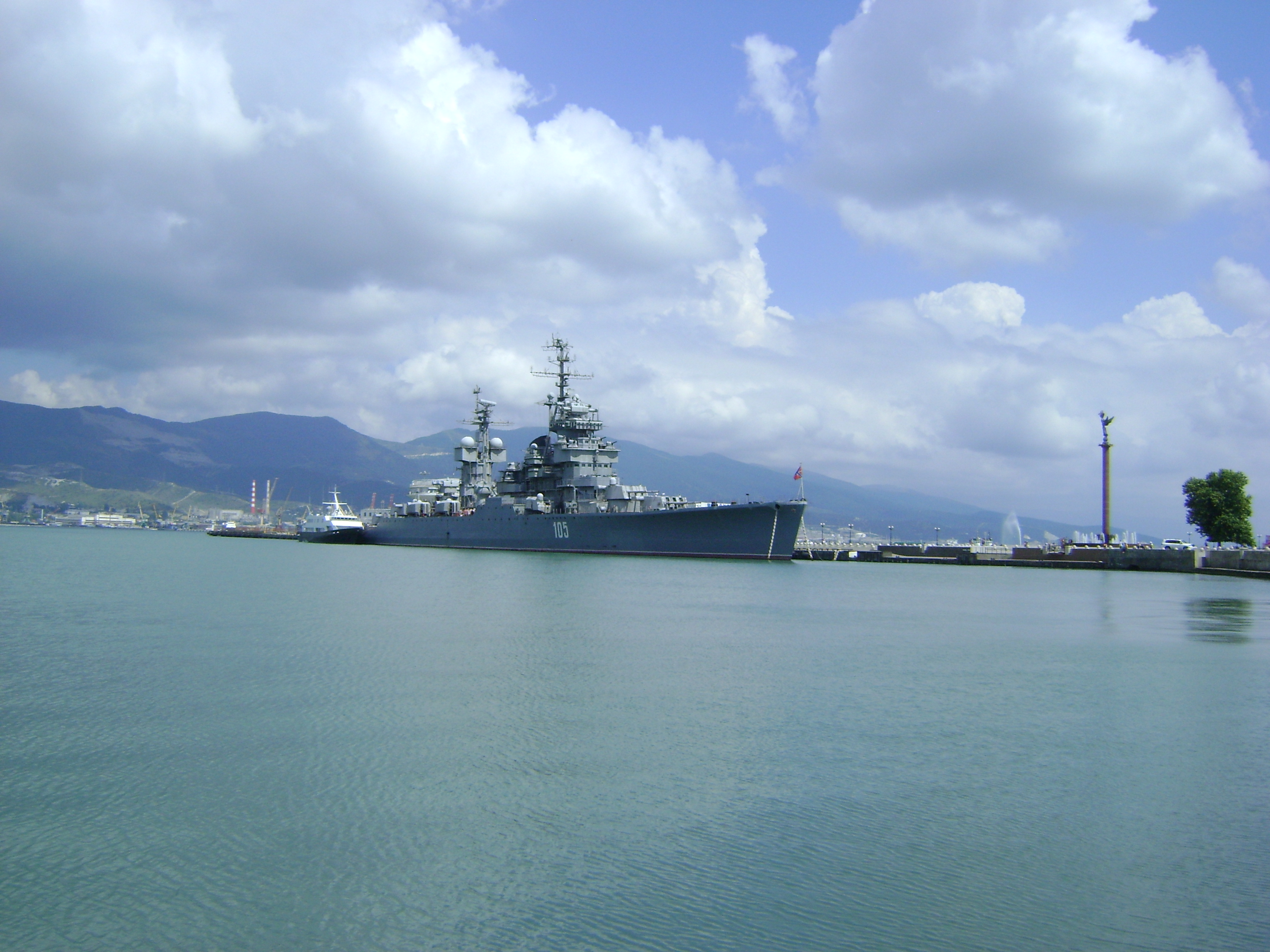
Новоросійська набережна.
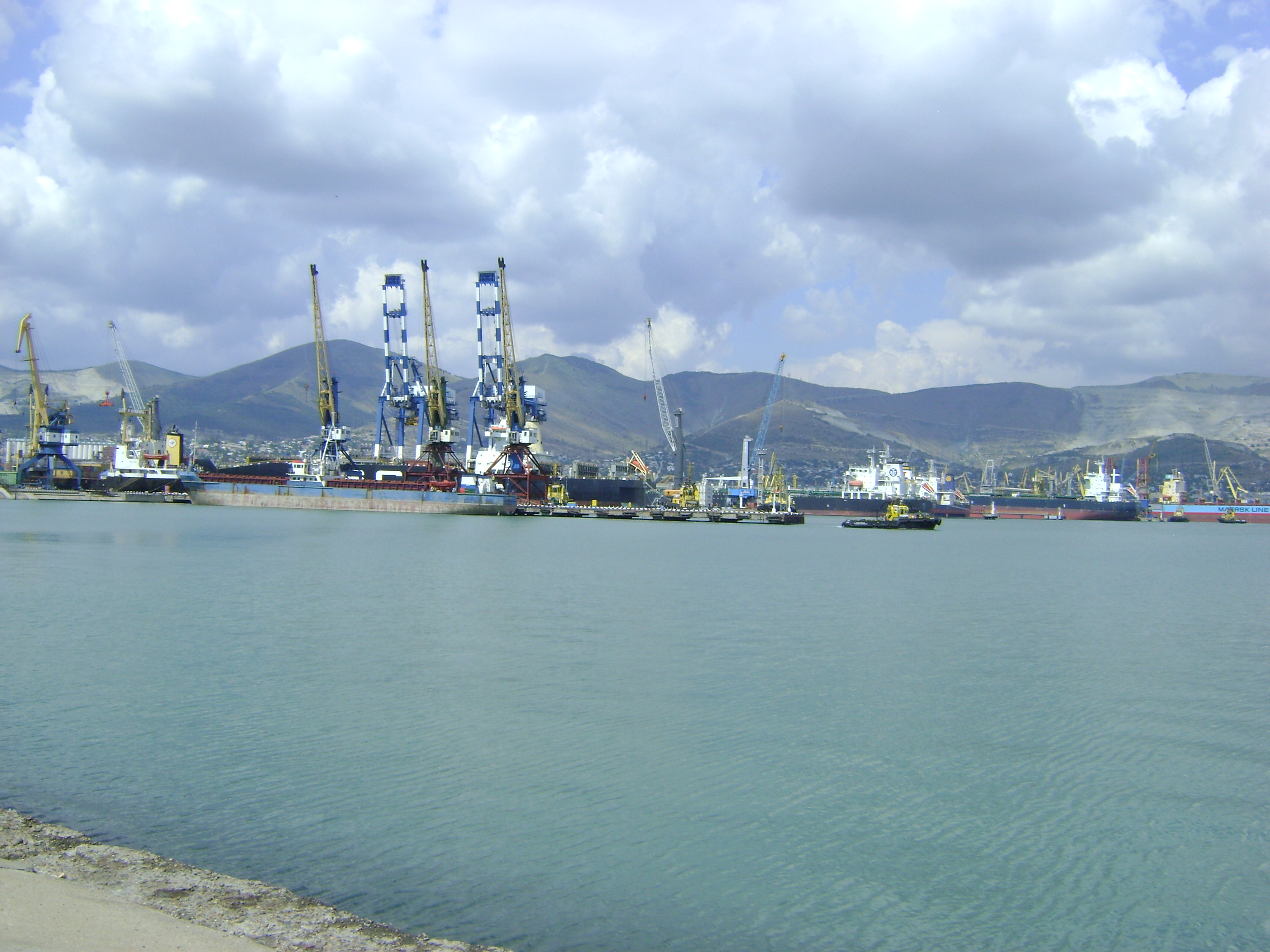
Новоросійський порт.
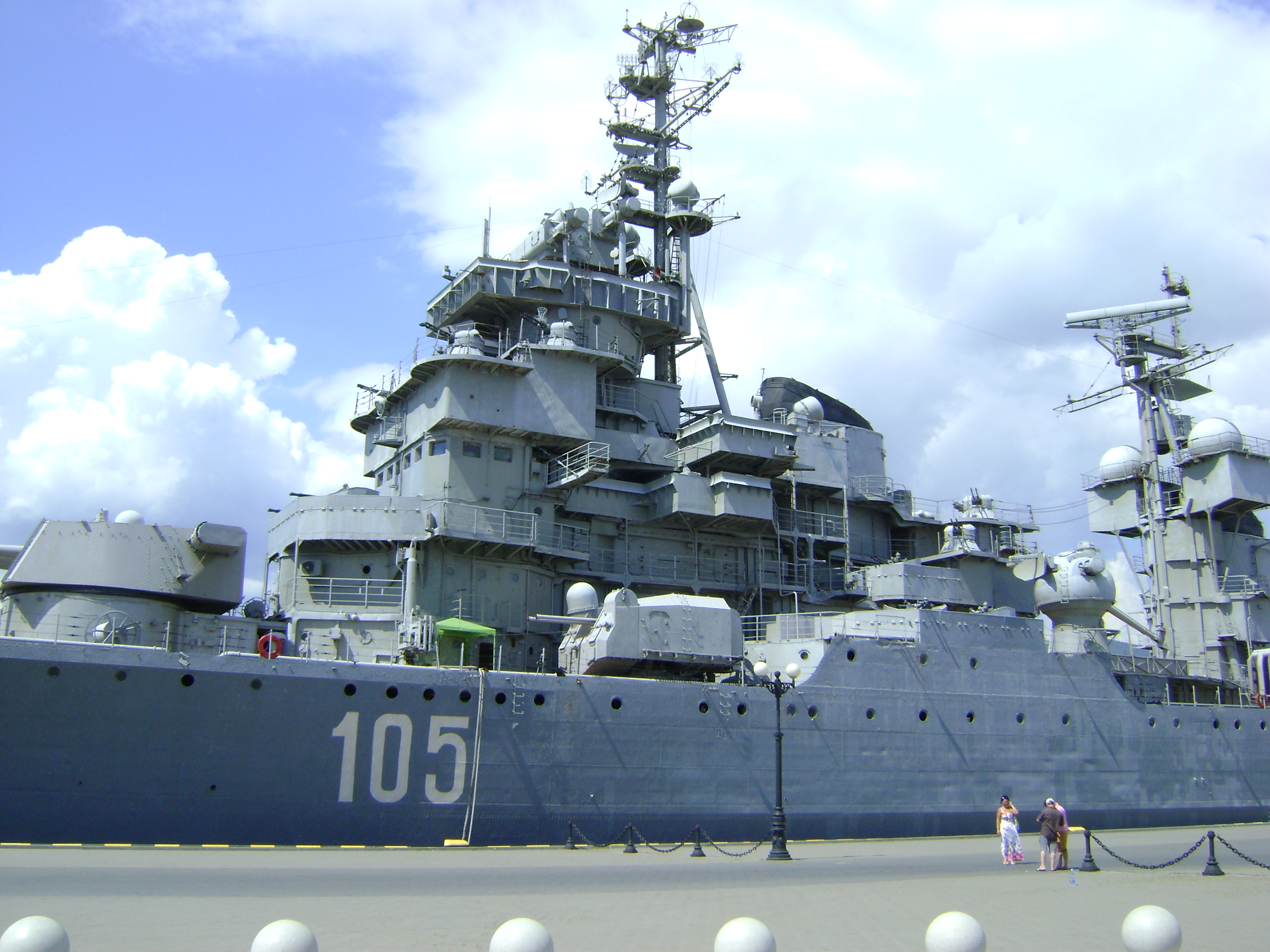
Крейсер «Михайло Кутузов»[14].
Дівчина з дельфіном.
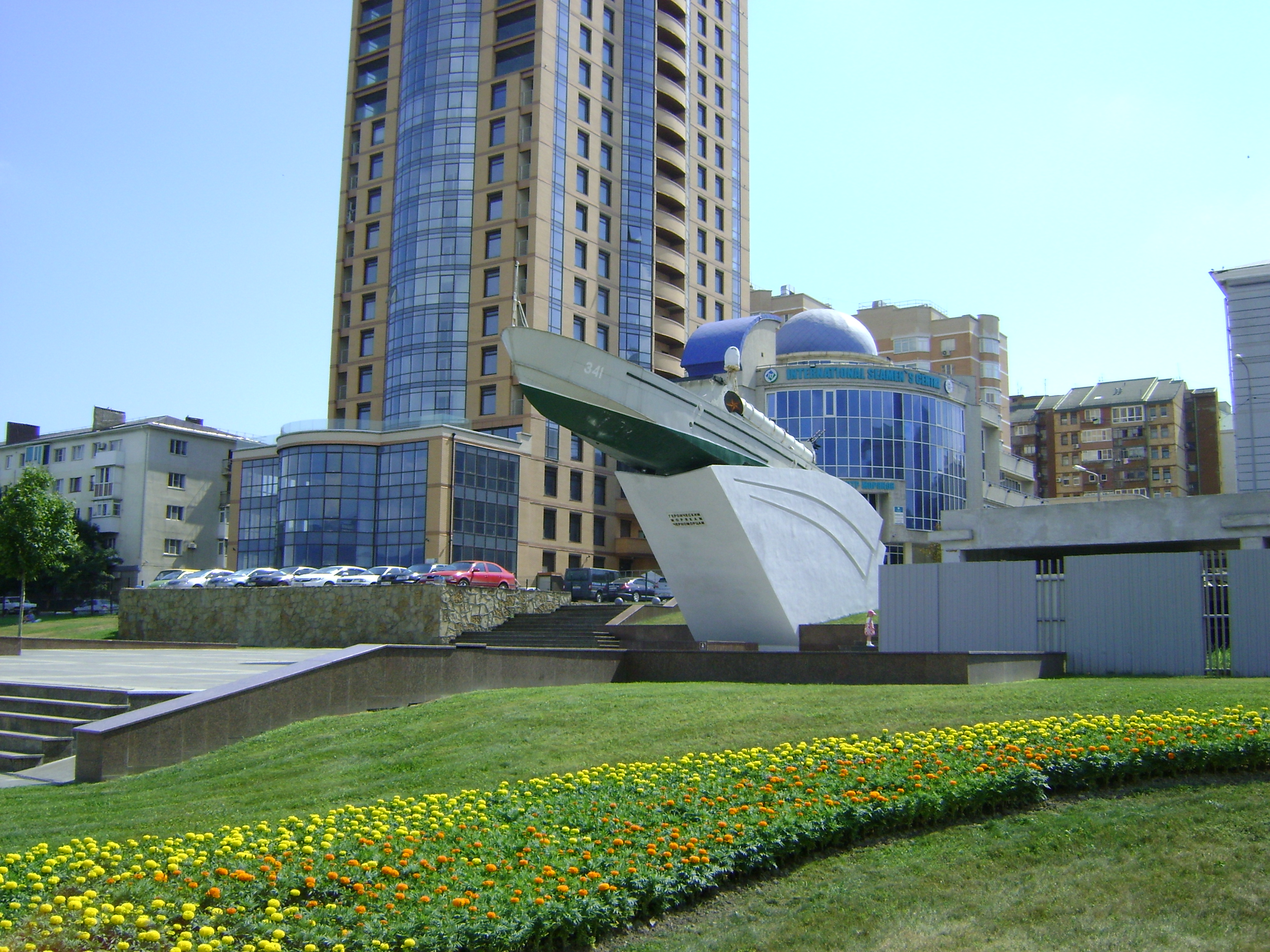
Пам'ятник Новоросійським десантникам.
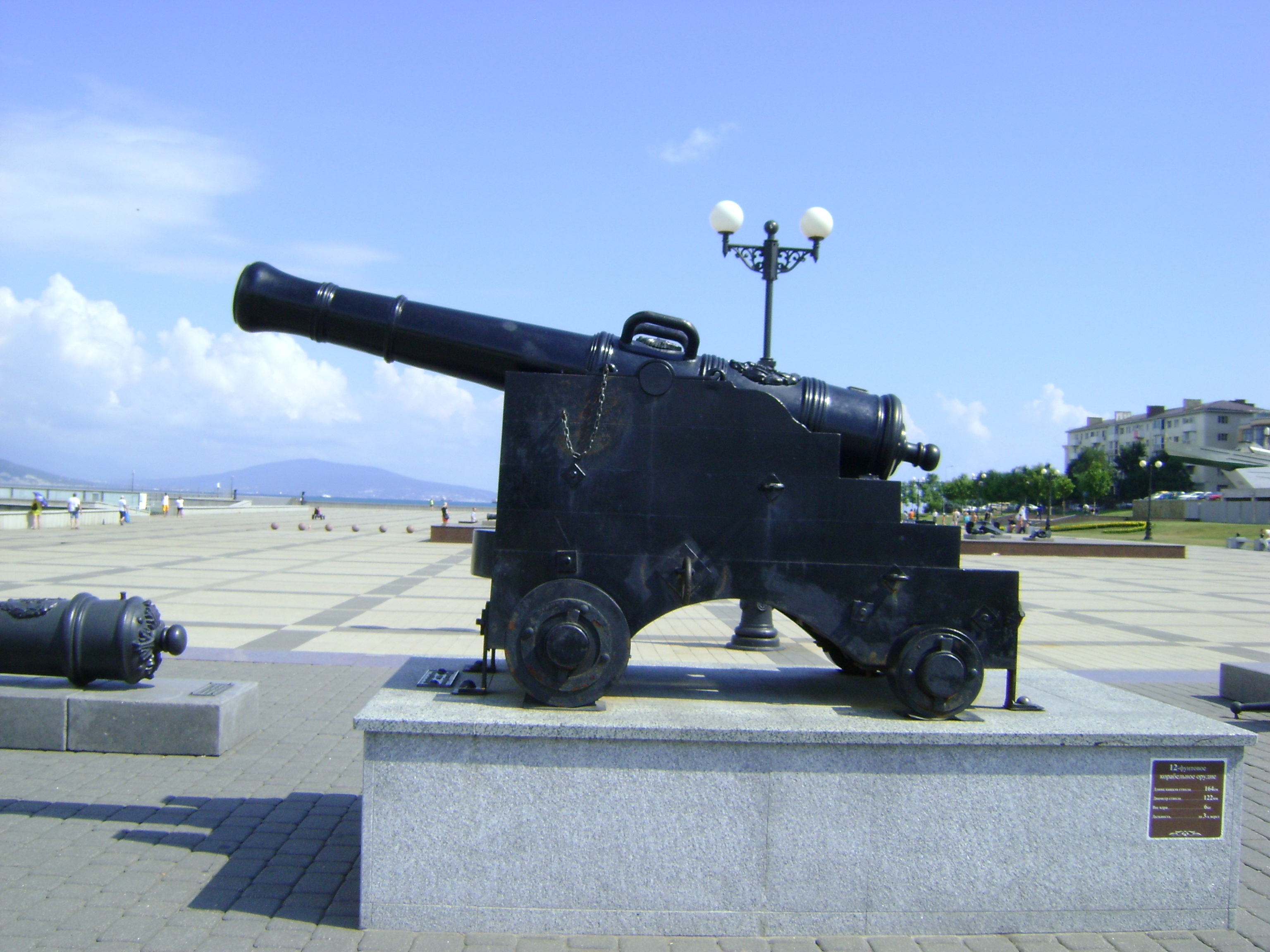
Морська гармата. ХІХ ст.
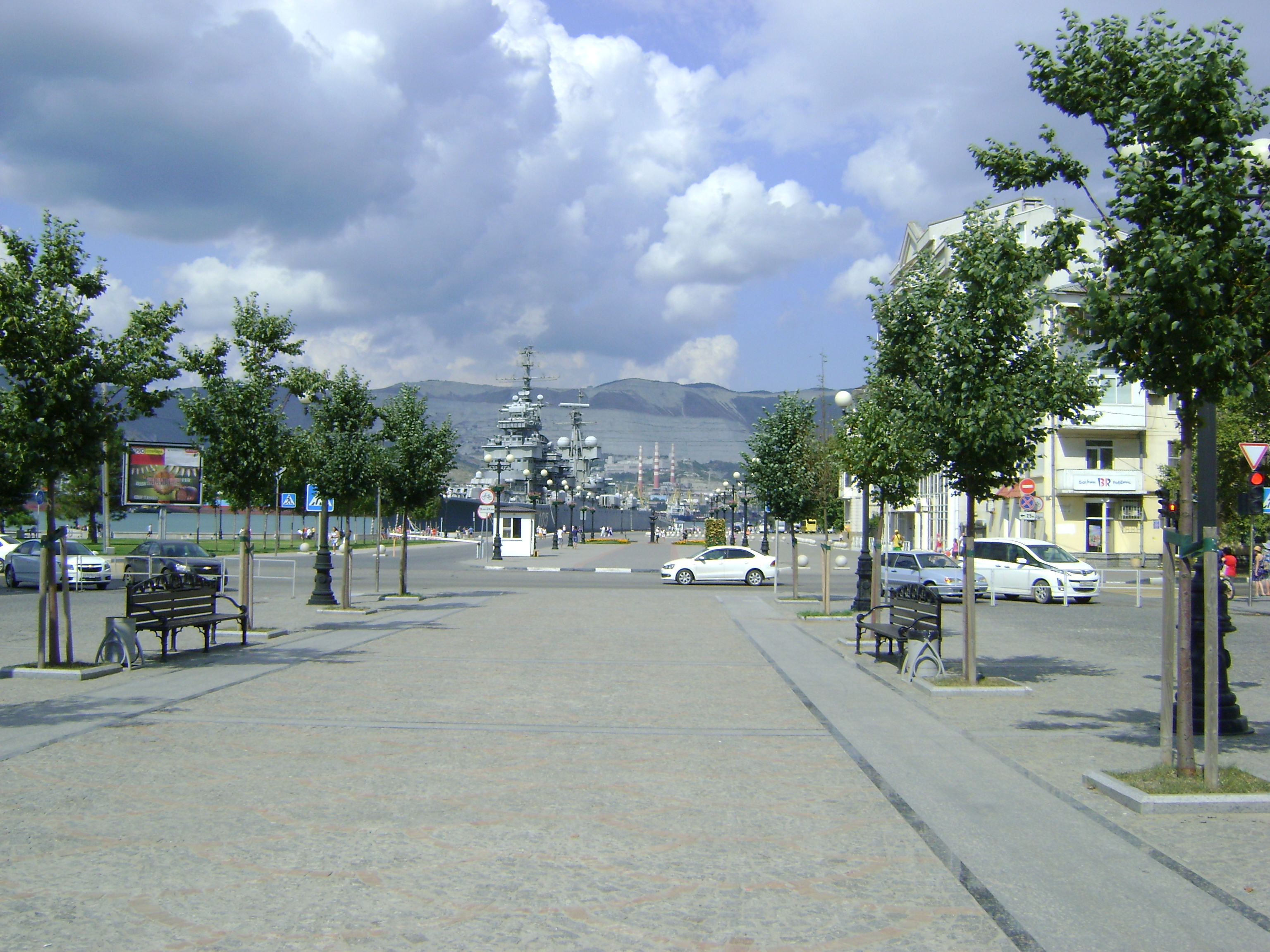
Вулиця у Новоросійську.